# 帕里納科查斯湖

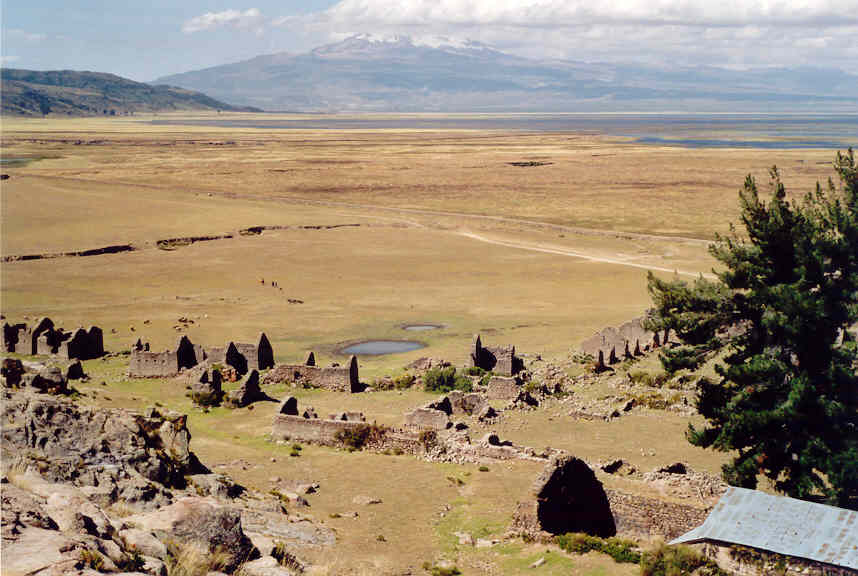

15°18′S 73°42′W / 15.3°S 73.7°W
帕里納科查斯湖（西班牙語：Lago Parinacochas），是秘魯的湖泊，位於該國中南部阿亞庫喬大區，處於薩拉薩拉火山以西，長12公里、寬9公里，面積606.5平方公里，海拔高度3,272米。